# Thomas Berthold
Thomas Berthold   (Hanau, 12 de novembre de 1964) és un exfutbolista alemany de la dècada de 1990.
Fou 62 cops internacional amb la selecció alemanya amb la qual participà en la Copa del Món de futbol de 1986, a la Copa del Món de futbol de 1990 i a la Copa del Món de futbol de 1994.
Pel que fa a clubs, defensà els colors d'Eintracht Frankfurt, Hellas Verona, AS Roma, FC Bayern Múnic i VfB Stuttgart.

## Palmarès
A.S. Roma
- Coppa Italia: 1990-91

VfB Stuttgart
- Copa alemanya de futbol: 1996-97

Alemanya
- Copa del Món de futbol: 1990